# 第23独立機械化旅団 (ウクライナ陸軍)
第23独立機械化旅団（だい23どくりつきかいかりょだん、ウクライナ語: 23 окрема механізована бригада）は、ウクライナ陸軍の旅団の一つ。東部作戦管区隷下。2023年に新編された。

## 編制
2023年時点の編制は以下のとおりとなる。
- 本部管理中隊
- 第1機械化大隊
- 第2機械化大隊
- 第3機械化大隊
- 砲兵群
- 防空大隊
- 偵察中隊
- 工兵大隊
- 兵站大隊
- 通信中隊
- 整備大隊
- レーダー中隊
- 衛生中隊
- CBRN防護中隊